# Списъци с филмите на „Метро-Голдуин-Майер“
Това е списък със филмите, които са оригинално пуснати или разпространени от Метро-Голдуин-Майер.
Каталогът на „Метро-Голдуин-Майер“ от преди май 1986 г. е собственост на Търнър Ентъртейнмънт, подразделение на Уорнър Медия, като разпространителната дейност се извърша със съдействието на сестринската компания Уорнър Брос.

## Списъци
Филмите са разделени по списъци от десетилетия:
- Списък с филмите на „Метро-Голдуин-Майер“ (1924 – 1929)
- Списък с филмите на „Метро-Голдуин-Майер“ (1930 – 1939)
- Списък с филмите на „Метро-Голдуин-Майер“ (1940 – 1949)
- Списък с филмите на „Метро-Голдуин-Майер“ (1950 – 1959)
- Списък с филмите на „Метро-Голдуин-Майер“ (1960 – 1969)
- Списък с филмите на „Метро-Голдуин-Майер“ (1970 – 1979)
- Списък с филмите на „Метро-Голдуин-Майер“ (1980 – 1989)
- Списък с филмите на „Метро-Голдуин-Майер“ (1990 – 1999)
- Списък с филмите на „Метро-Голдуин-Майер“ (2000 – 2009)
- Списък с филмите на „Метро-Голдуин-Майер“ (2010 – 2019)
- Списък с филмите на „Метро-Голдуин-Майер“ (2020 – 2029)